# Asplenium capense
Asplenium capense là một loài thực vật có mạch trong họ Aspleniaceae. Loài này được (Kunze) Bir, Fraser-Jenk. & Lovis miêu tả khoa học đầu tiên năm 1985.